# 劳伦斯·F·斯诺登
劳伦斯·方丹·斯诺登（Lawrence Fontaine Snowden，1921年4月14日—2017年2月18日），美国海军陆战队中将。1995年，他创立了年度“荣誉聚会”，该计划旨在纪念在硫磺岛战役双方丧生的人们。